# Glucydur

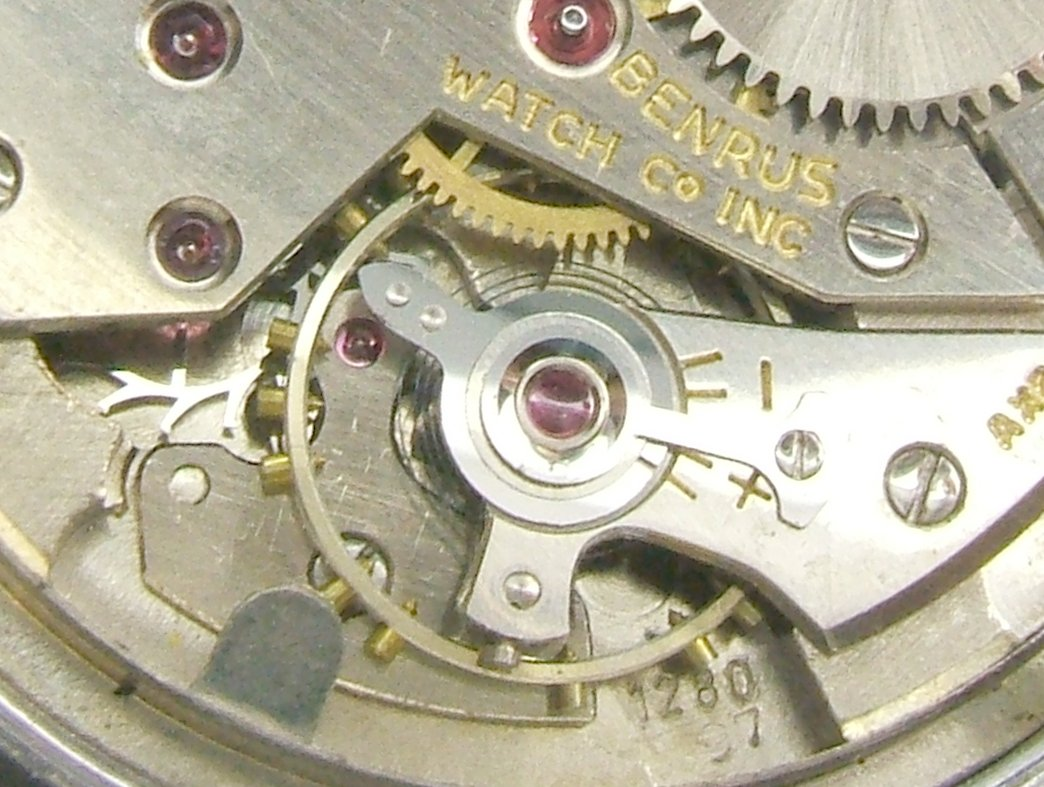
Balancier d'une montre. La partie tournante, jaune, est en Glycydur.

Le Glucydur (nom déposé) est un alliage utilisé dans l'horlogerie, en particulier dans les balanciers.
Il s'agit d'un alliage à base de cuivre, contenant environ 3% de béryllium et 0,5% de nickel (ou de fer dans d'autres versions). Il partage avec l'Invar, la propriété d'un coefficient de dilatation thermique extrêmement faible ; mais contrairement à l'invar, qui contenant du fer et du nickel, est ferromagnétique, le glucydur est quasiment insensible aux champs magnétiques. De plus, il est résistant à la corrosion. Ces qualités en font le matériau de choix pour la production des balanciers des montres mécaniques. En effet, la très faible dilatation thermique évite que le moment d'inertie ne varie avec la température, et n'affecte la précision de la montre. 
Cet alliage a été commercialisé vers 1930, à la même époque que le Nivarox utilisé pour le ressort spiral.